# ДК (кулемет)
Кулемет ДК (рос. Дегтярёв Крупнокалиберный — Дегтярьов Великокаліберний) — великокаліберний станковий кулемет під набій 12,7×108 мм. Прийнятий на озброєння в 1931 році. Використовувався для установки на бронеавтомобілі, наприклад, на середньому бронеавтомобілі БА-9, і кораблях річкових флотилій.

## Історія створення
Через відсутність напрацювань в області створення великокаліберних кулеметів за основу було взято набій Віккерс .50 (12,7×81 мм) і конструкція німецького кулемета Дрейзе, в масштабі під цей набій. Однак військових ця конструкція не задовольнила, і в 1930 році конструктор Дегтярьов надав варіант кулемета під набій 12,7×108 мм, який отримав позначення ДК (рос. Дегтярёв Крупнокалиберный). В цілому він повторював конструкцію ДП, відрізняючись, крім розмірів, органами управління вогнем і типом магазина (сам тип живлення залишився без змін).

## Характеристики
Кулемет мав високий на ті часи темп стрільби — 450 пострілів/хв, що забезпечувало введення буферного пристрою в потиличнику кулемета. Зменшення впливу віддачі і поліпшення влучності стрільби досягалося потужним дульним гальмом, встановленим на стволі, і амортизатором відкату — на станку. Кулемет монтувався на універсальному колісно-триніжному станку конструкції Колесникова, допускається ведення стрільби по наземних і повітряних цілях.

## Виробництво
У 1933 році Ковровский завод розпочав дрібносерійний випуск 12,7-мм великокаліберного кулемета під індексом ДК-32. Однак у виробництві вони перебували тільки до кінця 1935 року. Це був час пошуків, коли конструкція зброї весь час модернізувалася. Удосконаленню піддавалися переважно система живлення і станок.

## Модернізація
З досвіду застосування, до середини 1930-х було ухвалено рішення про необхідність модернізації. План модифікації розробив конструктор Г. Шпагін, який запропонував «приставний» модуль стрічкового живлення, який встановлюється зверху на стволову коробку. Інженер І. Лещинський запропонував для ДШК універсальний колісно-триножний станок-лафет, а також передок до нього. Для його конструкції характерно використання ходів автомобільного типу, що значно підвищило маневрові якості кулемета.
Вдосконалений кулемет під позначенням 12,7 мм кулемет Дегтярьова-Шпагіна великокаліберний був прийнятий на озброєння РСЧА у 1938 році.